# Grand-Père Guernouillard

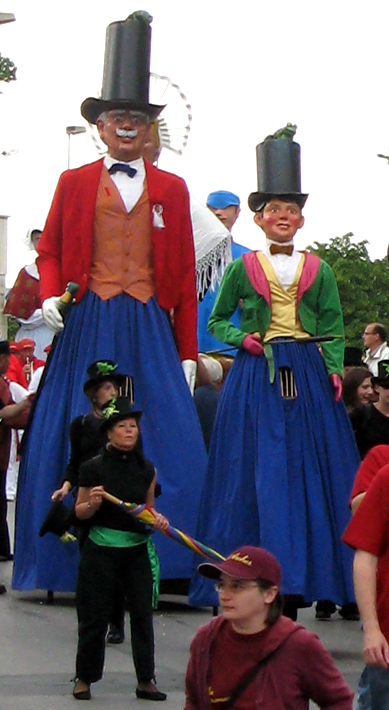
Le principal attribut de Grand-Père Guernouillard est, comme pour Anatole, le haut-de-forme surmonté d'une grenouille.

Grand-Père Guernouillard est un géant de processions et de cortèges inauguré en 1933, à Flers Bourg (Flers-lez-Lille) et représentant Villeneuve-d'Ascq, en France.
Son nom est dérivé de la prononciation locale, picardisante, du mot "grenouille" (« guernouille »). Dans sa deuxième version, mise en service en 2002, il est d'une hauteur de 4,16 m et d'un poids de 50 kg. Il nécessite un seul porteur. Le diamètre du panier est de ... m à la base.
Il est identifiable par sa tenue très chic : redingote rouge, gilet soigneusement boutonné, nœud papillon et bien sûr le haut-de-forme sur lequel est juchée une grenouille verte. Il porte une épaisse moustache blanche très légèrement recourbée aux extrémités qui lui donne un peu un air « british ». Dans la main droite, il tient une canne dont le pommeau représente une tête de canard.
Le groupe des accompagnateurs du géant est costumé en noir, avec 2 "touches" vertes : une large ceinture de tissu, et bien entendu la fameuse grenouille fixée sur le haut-de-forme.
Grand-Père Guernouillard est très généralement accompagné d'un géant plus petit, Anatole (son "petit-fils", à la tenue tout aussi chic), et d'une grosse tête de carnaval, L'Affreux Luquet.

## Pour approfondir